# Cheddar Valley and Yatton Railway

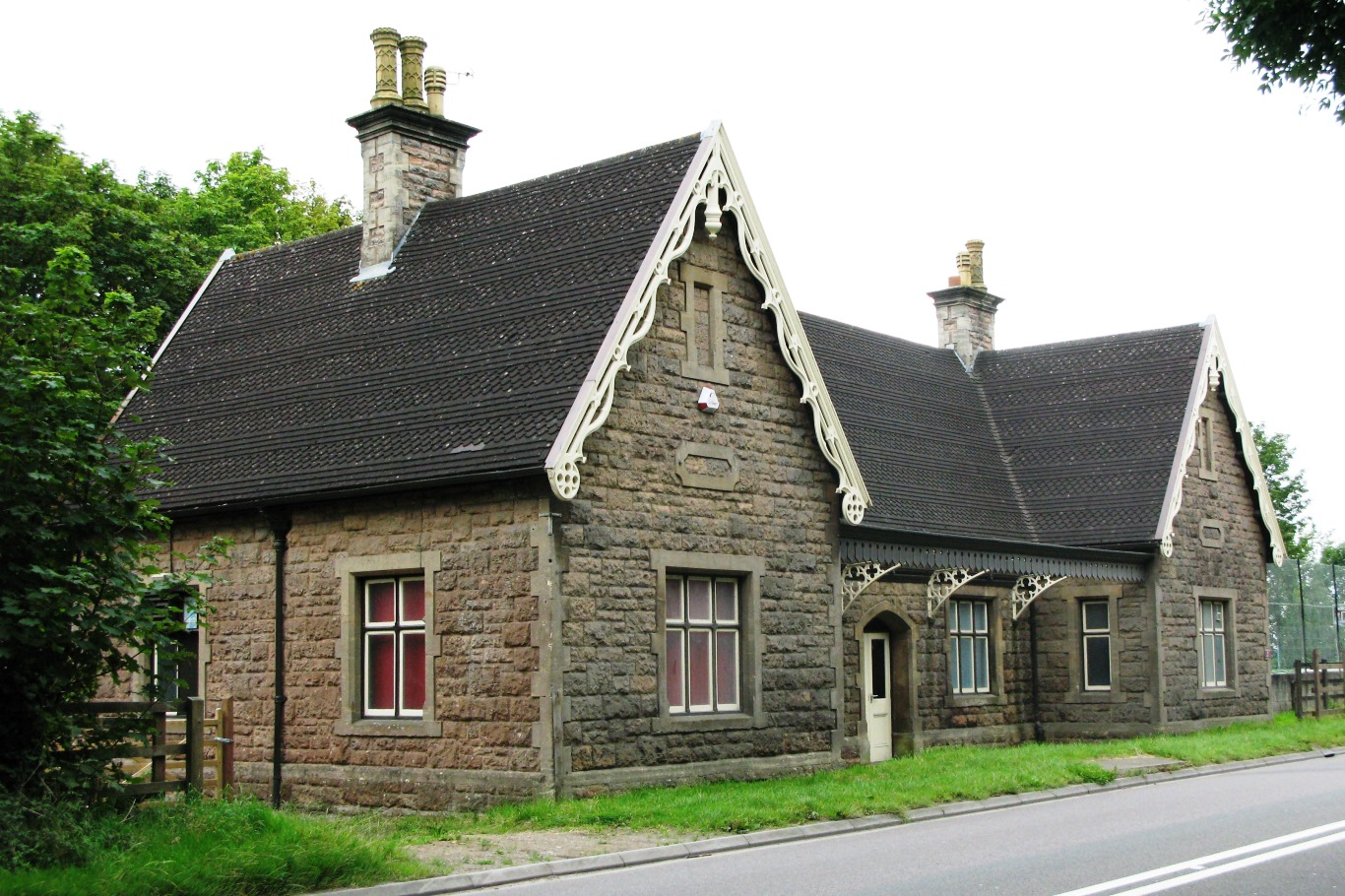
Bahnhof Axbridge an der Bahnstrecke der Cheddar Valley und Yatton Railway

Die Cheddar Valley und Yatton Railway war eine britische Eisenbahngesellschaft in Somerset in Südwest-England.
Die Genehmigung zum Bau der Strecke von Yatton nach Wells wurde am 14. Juli 1864 erteilt. Besaß zuerst die Somerset and Dorset Railway das Baurecht, wurde dieses am 19. Juni 1865 auf die Bristol and Exeter Railway übertragen. Am 3. August 1869 wurde der Abschnitt von Yatton, an der Hauptstrecke von Bristol nach Exeter, bis Cheddar und am 5. April 1870 bis Wells eröffnet. Die ursprünglich in der Breitspur von 2140 mm errichtete Strecke wurde 1875 auf Normalspur umgestellt. Die Strecke wurde durch die Beeching-Axt 1964 stillgelegt und ist heute ein Wander- und Radweg.
Mit der Übernahme der B&ER wurde auch die Cheddar Valley und Yatton Railway am 1. August 1876 von der Great Western Railway übernommen.